# 내포
내포(內包)는 어떤 성질이나 뜻 따위를 속에 품은 '명사'(또는 개념)를 말하며 특히 철학적 또는 논리학에서 개념이 적용되는 범위에 속하는 여러 사물이 공통으로 지니는 필연적 성질의 전체를 가리키는데 사용되는 용어이다. 형식 논리학상으로는 이것과 외연(外延)은 반대 방향으로 증가 혹은 감소한다.

## 논리학
명제 또는 둘이상의 명사 상호 간에 존재하는 관계의 하나로 명제 P가 참이면 반드시 명제 Q도 참이 되는 경우에 P가 Q에 대하여 가지는 관계이다.

### 한정과 개괄
한정(限定)은 어떤 개념이나 범위를 명확히 하거나 범위를 정하는 것을 말하며 사고의 대상이 되는 성질이나 한계를 확실히 정하여 그것에 관한 개념을 명확히 하는 일로, 개념의 외연을 좁히고 내포를 넓히는 과정을 이른다. 필연적으로 내포가 늘어나면 외연은 줄어들기에 이러한 과정을 한정이라고 부르기도 한다.
한편 외연이 늘어나면 따라서 내포가 줄어들기에 이러한 과정은 개괄또는 일반화라고 부른다. 이처럼 개괄(槪括)은 어떤 개념이 적용되는 범위를 확대하여, 보다 많은 사물을 모두 끌어 넣는 개념으로 만드는 일이다.

### 외연과 내포
외연(外延)은 일정한 개념이 적용되는 사물의 전 범위를 가리킨다. 이를테면 '금속'이라고 하는 개념에 대해서는 금, 은, 구리, 쇠 따위가 포함되는 관계이고 '동물'이라고 하는 개념에 대해서는 원숭이, 호랑이, 개, 고양이 따위가 포함되는 관계를 말한다. 내포의 예로는 금, 은, 구리, 쇠 따위가 공통으로 지니는 필연적인 성질의 전체를 가리키는 '금속'이라는 개념을 가리키게 된다. 원숭이, 호랑이, 개, 고양이 등에 대해서는 이들이 공통으로 지니는 필연적인 성질의 전체를 가리키는 '동물'이라는 개념을 가리키게 된다. 외연과 내포는 서로 반대방향으로 증가 혹은 감소하는데 이러한 관계를 사용한 놀이로는 스무고개가 있다.

## 언어학
문장이 확대되는 방법의 하나로, 한 문장이 다른 문장의 한 성분으로 포함되는 일을 가리키며 이때 한 문장의 성분이 되는 문장을 성분절 또는 성분문이라고 한다.

## 같이 보기
- 암시
- 기호논리학
- 종차